# Museo d'arte contemporanea di Chengdu
Il Museo d'arte contemporanea di Chengdu (in cinese: 成都当代美术馆, Chéngdū dāngdài měishù guǎn; in inglese: Museum of Contemporary Art Chengdu, abbreviato MOCA) è un museo dedicato esclusivamente all'esposizione, all'interpretazione e alla raccolta di opere di arte contemporanea, provenienti da tutta la Cina e da tutto il mondo. Il MOCA si trova nel Chengdu Tianfu Software Park.
Il museo, progettato dall'architetto Liu Jiakun, è stato inaugurato nel 2011. La costruzione del museo è stata finanziata dalla Chengdu High-Tech Zone Investment Co. Ltd., una società statale cinese.
Oltre ad ospitare mostre di artisti asiatici, il museo ha ospitato opere retrospettive di artisti occidentali (tra cui Tony Cragg e Picasso) e ha collaborato con istituzioni come il Musée d'art moderne de la Ville de Paris per esporre al suo interno le opere di Dominique Gonzalez-Foerster, Douglas Gordon, Pierre Huyghe, Ange Leccia e Philippe Parreno.